# Anchoa scofieldi
Anchoa scofieldi е вид лъчеперка от семейство Engraulidae. Видът е незастрашен от изчезване.

## Разпространение и местообитание
Разпространен е в Гватемала, Еквадор, Колумбия, Коста Рика, Мексико, Никарагуа, Панама, Салвадор и Хондурас.
Среща се на дълбочина от 2 до 20 m.

## Описание
На дължина достигат до 6,2 cm.